# Радавачке пећине
Радавачке пећине су праисторијски археолошки локалитет и споменик природе који се налази на извору Белог Дрима, у месту Радавац, општина Пећ.
Локалитет је вишеспратна пећина, украшена пећинским накитом, са већим бројем галерија, дворана и ходника. У пећини су пронађени остаци костију животиња из доба палеолита и део вилице пећинског медведа, па се претпоставља да је била настањена током палеолита.